# Amazing (песен на Таня)
„Amazing“ (на български: „Възхитително“) е песен на певицата Таня Михайлова, с която представя Естония на 59-о издание на песенния конкурс „Евровизия“.
Песента печели естонската национална селекция на 1 март 2014 година с разлика от 6% пред тази на „Супер Хот Космос Блус Бенд“.
Написана е от самата певица с помощта на Тимо Венд. На сцената заедно с нея излизат трима беквокалисти: Мерилин Конго, Кайре Вилгатс и Марви Валасте. На естонската селекция певицата участва и в танцов акт заедно с Арго Лиик.